# 自動車基準調和世界フォーラム
自動車基準調和世界フォーラム（じどうしゃきじゅんちょうわせかいフォーラム、英語: World Forum for Harmonization of Vehicle Regulations）は、自動車の安全基準や環境基準の国際的調和などを目的に、1952年に設立された国際連合欧州経済委員会の下部組織。欧州各国とEUだけでなく日本やアメリカ合衆国なども加盟している。2000年からWP29となっている。

## 目的
自動車の安全基準や環境基準は各国の交通環境等に応じて国ごとに基準や認証方法が定められていたが、これらの基準を国際的に調和させることで、基準作成や審査作業の効率化、安全で環境性能の高い自動車の普及などを推進することを目的としている。

## 分野と組織
国連欧州経済委員会 (UN/ECE) の下部組織で、その下に運営委員会があり、さらに分野ごとに以下の6つの専門分科会がある。
- 安全一般 (GRSG)
- 衝突安全 (GRSP)
- 自動運転技術分科会 (GRVA)
- 排出ガスとエネルギー (GRPE)
- 騒音とタイヤ専門分科会 (GRBP)
- 灯火器 (GRE)

## 加盟国
欧州各国とEUのほか、日本（1977年から継続参加）、アメリカ合衆国、カナダ、オーストラリア、南アフリカ、中国、韓国等も加盟している。

## 協定
国連の車両・装置等の型式認定相互承認協定（1958年協定）
1958年に国連欧州委員会(UN/ECE)の多国間協定「国連の車両・装置等の型式認定相互承認協定(1958年協定)」が締結され、安全・環境に関する統一基準の国際調和と相互承認を目的にしている。欧州の多くの国々のほか、日本、韓国、タイ、マレーシアなどが参加している。
国連の車両等の世界技術規則協定（1998年協定）
1958年協定にアメリカ合衆国が参加できなかったことを踏まえ、日米欧の主導により成立した協定で相互認証を含まない統一的な技術基準の策定と基準の国際調和を目的にしている。
国際的な車両認証制度（IWVTA、2017年協定）
自動車に関する認証の相互承認を「装置（部品・システム）単位」から「車両単位」へ発展させる制度。自動車の各国間での認可手続きの共通化・簡素化が図られ、IWVTA締約国の1つで型式認定を取得した車両については、他の締約国において基本的な安全・環境性能の審査を省略できる。2019年にトヨタ・ヤリス（4代目）に対して適用されたものが世界初の事例となった。